# Корали Фаржа
Корали Фаржа (фр. Coralie Fargeat; рођена 24. новембра 1976, Париз) је француска филмска редитељка. Признање је стекла својим дебитантским дугометражним филмом Освета (2017), за који је добила награде са неколико независних филмских фестивала. Њен следећи играни филм Супстанца (2024), сатирични боди хорор филм, донео јој је награду Канског фестивала за најбољи сценарио, као и три номинације за Оскара: за најбољи филм, најбољу режију и најбољи оригинални сценарио.

## Биографија
Фаржа је рођена и одрасла у Паризу. Одлучила је да буде филмски стваралац када је имала 16 или 17 година.  Студирала је на Sciences Po пре него што је почела да ради на филмским сетовима. Године 2010. Фаргеат је похађала La Fémis, престижну биоскопску школу у Паризу. Одабрана је да учествује у Atelier Scénario, једногодишњој радионици сценариста, где су јој рекли да њен сценарио никада неће бити направљен због тога колико је насилан и сликовит.
Док је похађала La Fémis, Фаржа и група њених пријатеља режисера створили су колектив под називом La Squadra, где су сви заједно покушавали да уређују своје филмове, суочавајући се са сличним потешкоћама јер су сви желели да стварају жанровске филмове. Састајали су се два пута недељно и позивали филмске ствараоце и професионалце из индустрије да поделе своје приче о успеху са њима, што им је помогло да стекну реалније разумевање света филма, како он функционише и логистике како да испричају своје приче.

## Каријера
Њен први кратки филм Le télégramme објављен је 2003. године, филм о две жене које чекају испоруку поштара током Другог светског рата. Филм је освојио 13 награда на неколико филмских фестивала.
Године 2007, Фаржа је заједно креирала Les Fées cloches са Ен-Елизабет Блато, комедијску мини серију коју је такође режирала.
Следећи филм је објавила 2014. године, такође у краткој форми под називом Reality+. Ова научно-фантастична прича је номинована за награду жирија на Трајбека филмском фестивалу.
Њен дебитантски играни филм био је Освета (2017), осветнички трилер о младој жени која је силована и остављена да умре. Инспирисана осветничким филмовима као што су Убити Била, Рамбо и Побеснели Макс, Фаржа је била заинтересована да истражи лик који би другима или публици изгледао „слаб“, али би током филма доживео трансформацију у „неку врсту суперхероја“ који би кренуо да се свети. Филм је имао светску премијеру на Међународном филмском фестивалу у Торонту 2017. у секцији Поноћно лудило на фестивалу, и изабран је за приказивање на 23 додатна филмска фестивала.
Године 2022, Фаржа је режирала епизоду Нетфликсове серије Сандман: Краљ снова.
Њен други дугометражни филм био је Супстанца (2024), боди хорор филм у којем глуме Деми Мур, Маргарет Кволи и Денис Квејд. Филм је премијерно приказан у конкуренцији на Филмском фестивалу у Кану 2024. уз снажан пријем критике. Фажа је освојила фестивалску награду за најбољи сценарио за филм.
Фаржа је члан и један од потписника оснивача Collectif 50/50, групе основане са циљем да ради на родној равноправности у филмској индустрији.

## Филмски стил и утицаји
Фаржа је фасцинирана суспензијом неверице и обожава коришћење слика и симбола да изрази нешто једноставно на моћан начин. Наводи да је фасцинирана филмовима који су у стању да створе сопствени свет и успевају да постоје ван домена стварности, наводећи филмове о освети као што су Убити Била и Рамбо као примере за то.
Снимајући експлицитне филмове или филмове пуне крви, Фаржа открива да балансирање насилних сцена са хумором чини насиље подношљивијим. Верује да филмови који се испуњавају омажом и референцама могу да одгурну гледаоца од могућности да се идентификује са филмом. Она описује ово раздвајање као "тренутке другог степена" и одлучује да се држи подаље од претераних референци. Сматра да је од кључне важности да се филму и филмском стваралаштву приступи са истинском и искреном визијом, наводећи да покушава да „пригрли [свој] субјект у његовим изборима, његовим пристрасностима, ексцесима, као и његовим манама“ да би то постигла.
Када је била у предпродукцији за Освету, изјавила је да је глумица Матилда Лац изабрана за улогу делимично због њеног великог поверења у њу, нечега што јој је било важно за стварање филма.
Фаржа наводи Дејвида Кроненберга, Џона Карпентера, Дејвида Линча, Пола Верховена и Михаела Ханекеа као филмске ствараоце који су утицали на њу, као и неколико јужнокорејских филмских стваралаца као стилску инспирацију.

## Филмографија

### Дугометражни филмови
| Година | Наслов    | Режија | Сценарио | Продукција | Монтажа |
| ------ | --------- | ------ | -------- | ---------- | ------- |
| 2017   | Освета    | Да     | Да       | Не         | Да      |
| 2024   | Супстанца | Да     | Да       | Да         | Да      |

### Краткометражни филмови
| Година | Наслов     | Режија | Сценарио |
| ------ | ---------- | ------ | -------- |
| 2003   | Телеграм   | Да     | Да       |
| 2014   | Ријалити + | Да     | Да       |